# Vågmästare (politik)
En vågmästare fäller avgörandet när två större parter inte kommer överens
|  | Part 1 (45 %) |

|  | Part 2 (45 %) |

|  | Vågmästare (10 %) |

Vågmästare eller tungan på vågen är en person eller ett parti i en politisk församling som sitter mellan två starka block som inte har egen majoritet och därför blir utslagsgivande vid en omröstning. Begreppet vågmästare har skiftat betydelse och avsåg ursprungligen ett parti som anpassar politiken åt än det ena eller andra hållet för att få igenom partiets förslag med tillfälliga majoriteter. Begreppet i dess ursprungliga betydelse inbegrep ett stort mått av politisk förhandlingsförmåga. 

## Sverige
På 1920-talet började ordet vågmästare användas bildligt i politiken. Liberalen C G Ekman ledde en regering som hankade sig fram genom att stödja sig än åt vänster, än åt höger. Han sades vara vågmästare och föra vågmästarpolitik. Även folkpartiregeringen under Ola Ullsten 1978–1979 kan i någon mån sägas ha varit en vågmästare i den äldre betydelsen, då den manövrerade mellan de andra borgerliga partierna och socialdemokraterna i främst energifrågan.
I Sverige är det framförallt Miljöpartiet som mellan valen 1998 och 2006 varit tungan på vågen. Tidigare har även Centerpartiet och Folkpartiet i någon mån varit tungan-på-vågen-partier, liksom Ny demokrati under sin tid i Riksdagen 1991–1994. Sverigedemokraterna kom 19 september 2010 in i riksdagen med 5,7 procent av rösterna och antog därmed en tungan-på-vågen-position. Företrädare för de övriga riksdagspartierna har dock uttalat sig om att de under inga omständigheter kommer att söka stöd från Sverigedemokraterna. Sverigedemokraternas stärkta vågmästarroll efter riksdagsvalet 2014 ledde till december-överenskommelsen, en överenskommelse som bröts 2015 men höll i sig i praktiken fram till riksdagsvalet 2018. Under regeringsbildningen efter valet 2018 var Liberalerna och i synnerhet Centerpartiet vågmästare i valet om statsministerposten mellan Ulf Kristersson eller Stefan Löfven. Partierna valde att samarbeta med Socialdemokraterna och Miljöpartiet i det så kallade januariavtalet. Sedan det avtalet slöts har istället Vänsterpartiet fungerat som en vågmästare i riksdagen mellan januaripartierna och högeroppositionen (M-KD-SD).